# Zdenekiella deon
Zdenekiella deon är en stekelart som beskrevs av Emilio Guerrieri och John S. Noyes 2005. Zdenekiella deon ingår i släktet Zdenekiella och familjen sköldlussteklar.
Artens utbredningsområde är Libya. Inga underarter finns listade i Catalogue of Life.